# Raymond Redheffer
Raymond Moos Redheffer, né le 17 avril 1921 à Chicago et mort le 13 mai 2005, est un mathématicien américain. Il est le créateur de l'un des premiers jeux électroniques connus, une machine permettant de jouer aux jeux de Nim.
Il obtient son Philosophiæ doctor en 1948 au Massachusetts Institute of Technology sous la supervision de Norman Levinson, et enseigne à Harvard de 1948 à 1950. Il enseigne pendant 55 ans à l'université de Californie à Los Angeles, et écrit plus de 200 articles de recherche et trois manuels. Son talent dans l'enseignement supérieur est officiellement reconnu en 1969 quand il reçoit un UCLA Distinguished Teaching Award. Il est connu pour la matrice de Redheffer et pour la conception (avec Charles Eames) d'un calendrier des mathématiques intitulé Men of Modern Mathematics, qui est imprimé et largement distribué en 1966 par IBM. Il collabore également avec Eames sur une série de courts métrages sur les mathématiques, et pourrait avoir inventé le premier jeu sur ordinateur (une version du jeu de Nim avec des composants électroniques).

## Ouvrages
- (en) Ivan S. Sokolnikoff et Raymond M. Redheffer, Mathematics of Physics and Modern Engineering, New York, McGraw-Hill, 1958.
- (en) Norman Levinson et Raymond M. Redheffer, Complex Variables, Holden-Day, 1970 (ISBN 978-0-07-037492-8).
- (en) Raymond M. Redheffer, Differential equations : theory and applications, Jones & Bartlett Publishers, 1991 (ISBN 0-86720-200-9).
- (en) Raymond M. Redheffer, Introduction to Differential Equations, Jones & Bartlett Publishers, 1992, 468 p. (ISBN 978-0-86720-289-2, lire en ligne).